# Stand By
Stand By – singiel włoskiej piosenkarki erytreańskiego pochodzenia Senhit napisany przez Radiosę Romani, wyprodukowany przez Cristian Lohra oraz wydany w 2011 roku.
Utwór reprezentował San Marino podczas 56. Konkursu Piosenki Eurowizji organizowany w Düsseldorfie w 2011 roku. 10 maja piosenkarka zaśpiewała go w pierwszym półfinale konkursu, w którym zajęła 16. miejsce z 34 punktami i nie zakwalifikowała się do finału, co nie pozwoliło jej awansować do finału.
Autorem teledysku jest Mark Sloper.
Piosenka została wydana także w języku rosyjskim i niemieckim.